# Kkonminam ramjongage
A Kkonminam ramjongage  (hangul: 꽃미남 라면가게 , RR: Kkonminam ramyeongage), angol címén Flower Boy Ramyun Shop vagy Cool Guys, Hot Ramen, dél-koreai televíziós sorozat, melyet 2011 végén vetített a tvN csatorna. A sorozat egy ramenéttermet vezető egyetemista lány és két „virágfiú” életét ábrázolja. A sorozat a tvN virágfiúk témakörére épülő sorozatciklusának első része, ezt a Shut Up Flower Boy Band és a Flower Boys Next Door követte. A sorozatot a Szépek és gazdagokat jegyző producer és stáb készítette. A forgatást 2011 szeptemberében kezdték meg Szöul Hongde negyedében.

## Történet
Jang Unbi egyetemista, tanári vizsgájára készül. Barátnőjével lakik, édesanyja korán meghalt, édesapjával, akinek ramenétterme van, régóta nem beszél. Egyik nap a vécén ül az egyetem mosdójában, amikor rátöri az ajtót egy jóképű fickó, akit persze Unbi perverznek tart. A fiatalember Csha Cshiszu, egy csebolcég örököse, aki épp apja verőlegényei elől menekülve köt ki a női mosdóban. Másnap Unbi a középiskolába tart, ahol tanítási gyakorlatát kell töltenie, amikor is az utcán összefut Cshiszuval, akiről azt hiszi, menedzser lehet, mert úgy van felöltözve. Épp azon gondolkodik, hogyan szerezhetné meg magának a férfit, amikor az vállára kapja a zakóját, amin szerepel a középiskola logója. Unbi rádöbben, hogy a fiú még csak 18 éves, ráadásul nem csak abban az iskolában tanul, ahová ő tart, de még abban az osztályban is, akiket tanítania kell. A pökhendi és rátarti Cshiszu minden eszközzel igyekszik zavarba hozni tanárnőjét. Közben a városba érkezik Cshö Ganghjok, akit gyakorlatilag Unbi édesapja nevelt férfivá azután, hogy Unbi elköltözött tőle. A papa a férfira akarja hagyni az üzletét és a lányát is. Amikor apja váratlanul meghal, Unbi kénytelen megegyezni Ganghjokkal a ramenbolt igazgatása felől. Közben Cshiszu képtelen kiverni a fejéből a lányt, ezért inkább hajlandó a ramenboltban segédkezni, mert azt reméli, így hamarabb rádöbbenhet, hogy valójában nem is tetszik neki a lány. Unbi a középiskolában tapasztaltak alapján meglehetősen rossz véleménnyel van a fiúról, de a sors úgy hozza, hogy mégis beleszeret a nála jóval fiatalabb Cshiszuba. Ennek azonban a gazdag papa sem örül, aki kijelenti, ha a fia nem tér észhez, lemondhat a vagyonról és a középiskola befejezése után azonnal be kell vonulnia katonának.

## Szereplők
- Csong Iru mint Csha Cshiszu[6][7]
- I Cshonga mint Jang Unbi[8]
- I Giu mint Cshö Ganghjok[9]
- Pak Minu mint Kim Baul[10]

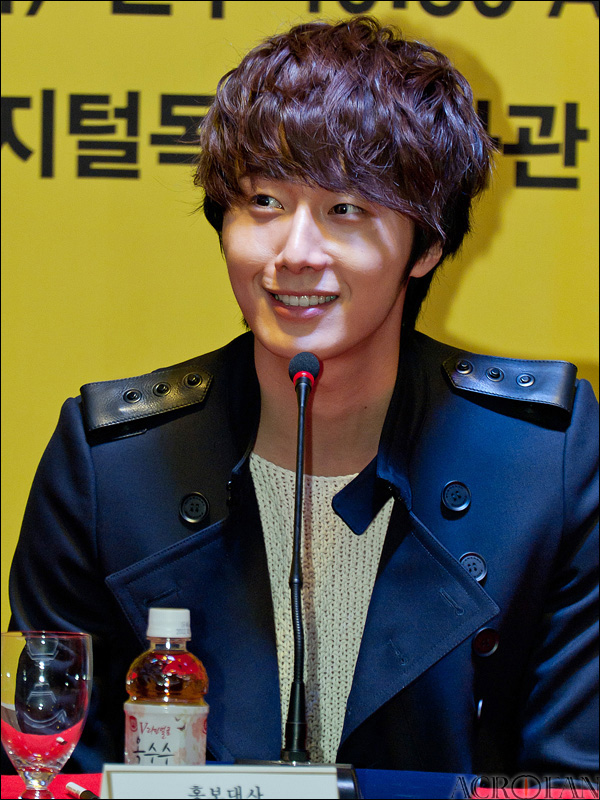
Csong Iru
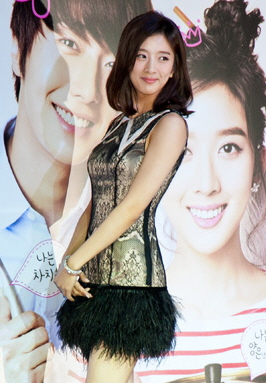
I Cshonga
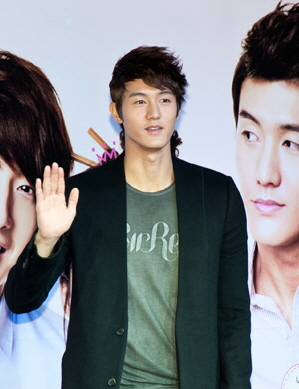
I Giu